# Хашогги, Джамаль

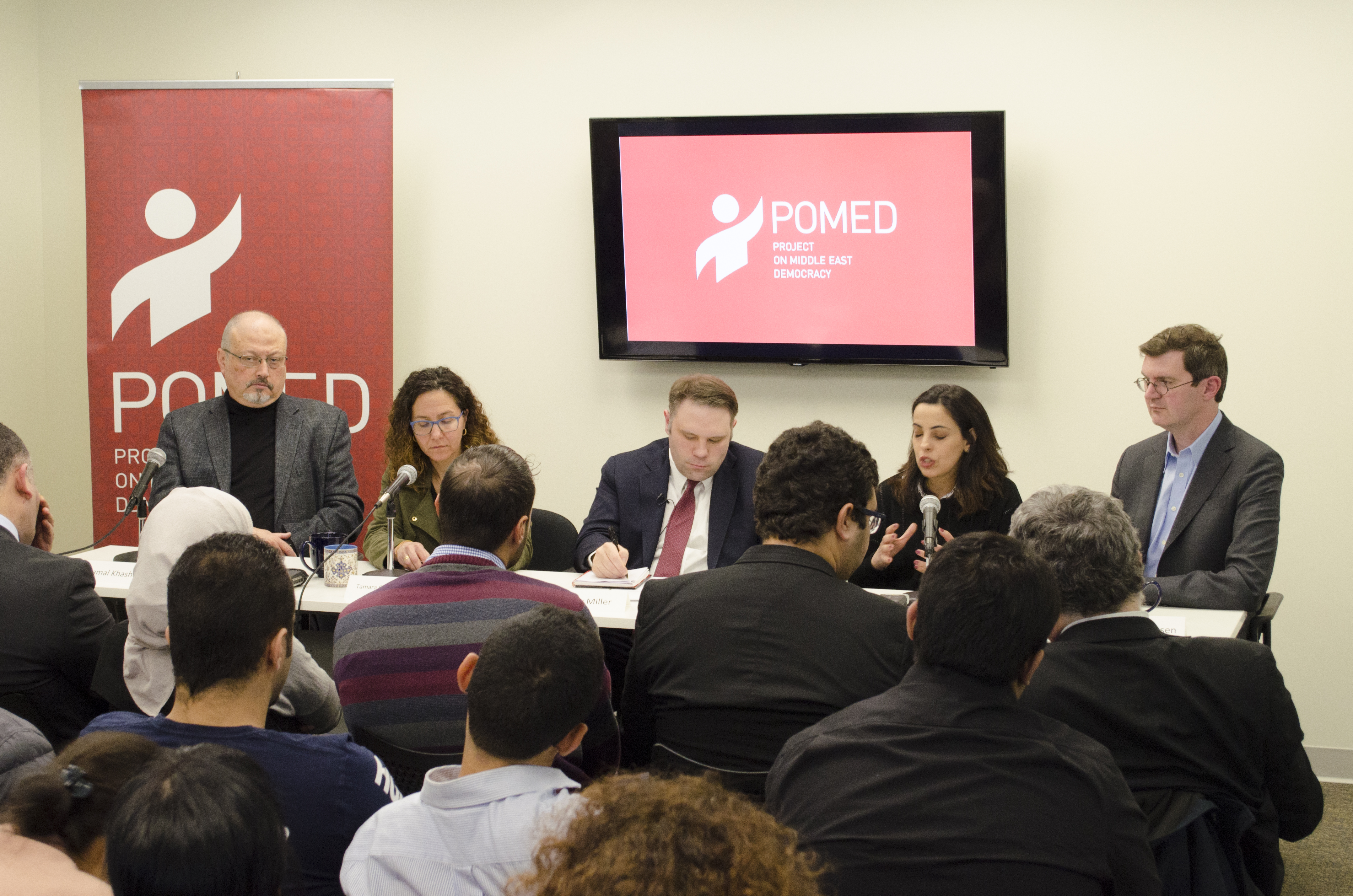
Хашогги в POMED «Саудовская Аравия Мохаммеда бин Салмана: более глубокий взгляд» 21 марта 2018 года

Джама́ль Ахма́д Хамза́ Хашогги (араб. جمال أحمد حمزة خاشقجي‎; также используется транскрипция Хашукджи; 13 октября 1958, Медина, Саудовская Аравия — 2 октября 2018 года, Стамбул, Турция) — саудовский журналист, диссидент, писатель, колумнист сайта Middle East Eye и газеты The Washington Post. Был убит 2 октября 2018 года на территории консульства Саудовской Аравии в Стамбуле. Его тело было расчленено и уничтожено. Убийство вызвало рост напряжённости в отношениях Саудовской Аравии с Турцией, США и другими странами.

## Биография
Джамаль Хашогги родился 13 октября 1958 года в городе Медина, Саудовская Аравия. Он является племянником саудовского бизнесмена Аднана Хашогги и двоюродным братом близкого друга принцессы Дианы Доди Аль-Файеда.
В 1982 году в США окончил Университет штата Индиана. Впоследствии сотрудничал с различными саудовскими изданиями, в частности дважды был главным редактором влиятельной ежедневной газеты «Аль-Ватан».
В декабре 2016 года власти Саудовской Аравии запретили Джамалу Хашогги заниматься журналистикой за открытую критику Дональда Трампа.
В сентябре 2017 года он уехал в Соединённые Штаты, где вёл колонку в Washington Post. В ней он всё более открыто выступал против принца Мухаммеда ибн Салмана.

## Убийство
Предпосылки
Во время «арабской весны», приведшей в ужас династию Аль Сауд, Хашогги стал появляться на региональных конференциях по ближневосточной политике, где открыто контактировал с людьми, которых власти Саудовской Аравии считали врагами. На одной из таких встреч, состоявшейся в Стамбуле, Хашогги встретился с турецким политиком Ясином Актаем, — советником президента Реджепа Тайипа Эрдогана. Когда началась «арабская весна», король Абдалла счел, что Эрдоган симпатизирует «Братьям-мусульманам», а значит, представляет опасность для королевства.
Развитие событий
2 октября 2018 года Джамаль Хашогги отправился в консульство Саудовской Аравии в Стамбуле. Ему нужно было получить документ, необходимый для заключения повторного брака. Его невесте Хатидже Дженгиз (тур. Hatice Cengiz) не позволили войти в помещение. Она ждала Хашогги до полуночи, однако он так и не вышел из консульства.
Турецкая полиция высказала предположение, что Хашогги «жестоко пытали, убили, а его тело расчленили» внутри консульства.
Позднее советник президента Турции Реджепа Эрдогана Ясин Актай (тур. Yasin Aktay), представители полиции и министр по делам ЕС Омер Челик (тур. Ömer Çelik) заявили, что в операции по устранению Хашогги были задействованы 15 саудовских агентов.
Спустя 18 дней после исчезновения Хашогги власти Саудовской Аравии через государственное информационное агентство объявили, что журналист погиб в результате «драки» с людьми, которых он встретил в консульстве. Также прокуратура сообщила о задержании 18 подданных Саудовской Аравии, которые попытались «скрыть случившееся». В то же время король Саудовской Аравии подписал указы об освобождении от должностей ряда высших сотрудников Службы общей разведки, а также о создании специального комитета по её реформированию и чёткому определению полномочий.
25 октября 2018 года прокуратура Саудовской Аравии признала, что убийство Хашогги было не случайным, а преднамеренным.
26 сентября 2019 года наследный принц Саудовской Аравии Мухаммед ибн Сальман Аль Сауд признал свою ответственность за инцидент с убийством журналиста, но при этом заявил, что не был осведомлен о происходящем с Хашогги.
23 декабря 2019 года суд Саудовской Аравии приговорил пятерых обвиняемых по делу об убийстве журналиста к смертной казни. Еще трое осуждены в общей сложности на 24 года лишения свободы. «Расследование показало, что убийство было непреднамеренным», — заявили представители генпрокуратуры королевства. Комментируя приговор, генеральный секретарь международной организации «Репортеры без границ» Кристоф Делуар заявил, что смертные приговоры пятерым обвиняемым по делу Хашогги могут быть способом скрыть правду об этом деле. «Репортеры без границ» заявили о «непрозрачности судопроизводства» и «сокрытии доказательств».
24 декабря 2019 года внешнеполитическая служба Евросоюза осудила вынесенный в Саудовской Аравии смертный приговор главным обвиняемым в убийстве журналиста. В заявлении говорится — «Европейский союз безоговорочно осуждает применение высшей меры наказания… …В конкретном случае убийства в консульстве Саудовской Аравии в Стамбуле 2 октября 2018 года, судебное преследование должно гарантировать, что все виновные понесли наказание на основе принципов транспарентности и соблюдения легальных процедур».